# Lilium 'Claude Shride'
Lilium 'Claude Shride' — сорт лилий раздела Мартагон гибриды по классификации третьего издания Международного регистра лилий.

## Происхождение
H.R.Cocker и Claude Shride познакомились и Миннесоте, куда Клод прибыл как приглашенный специалист по лилиям. В благодарность за гостеприимство Клод обещал подарить им красный мартагон, который рос у него в саду. До этого момента мартагон не имел особой истории, был безымянным, выращенным из семян. Когда Кокеры увидели этот подарок цветущим, лилия показалась настолько интересной, что было принято решение о регистрации гибрида. Гибрид назвали именем дарителя.

## Биологическое описание
Стебли высотой около 120—190 см.
Расположение листьев мутовчатое, листья ярко-зелёные.
Лепестки слегка загнутые. Цвет лепестков красно-пурпурно-фиолетовый с сероватым оттенком, пятна жёлто-оранжевые. 
Цветение в июне.

## В культуре
Зоны морозостойкости: 2—7.
См.: статью Мартагон гибриды.